# Beuxes
Beuxes és un municipi francès situat al departament de la Viena i a la regió de la Nova Aquitània. L'any 2007 tenia 504 habitants.

## Demografia

### Població
El 2007 la població de fet de Beuxes era de 504 persones. Hi havia 200 famílies de les quals 50 eren unipersonals (17 homes vivint sols i 33 dones vivint soles), 58 parelles sense fills, 75 parelles amb fills i 17 famílies monoparentals amb fills.
La població ha evolucionat segons el següent gràfic:
Habitants censats

### Habitatges
El 2007 hi havia 228 habitatges, 199 eren l'habitatge principal de la família, 5 eren segones residències i 24 estaven desocupats. 204 eren cases i 22 eren apartaments. Dels 199 habitatges principals, 131 estaven ocupats pels seus propietaris, 65 estaven llogats i ocupats pels llogaters i 3 estaven cedits a títol gratuït; 1 tenia una cambra, 10 en tenien dues, 26 en tenien tres, 58 en tenien quatre i 104 en tenien cinc o més. 145 habitatges disposaven pel capbaix d'una plaça de pàrquing. A 87 habitatges hi havia un automòbil i a 96 n'hi havia dos o més.

### Piràmide de població
La piràmide de població per edats i sexe el 2009 era:
| Homes | Edats   | Dones |
| ----- | ------- | ----- |
| 0     | 95 o +  | 0     |
| 0     | 90 a 94 | 4     |
| 4     | 85 a 89 | 0     |
| 4     | 80 a 84 | 8     |
| 16    | 75 a 79 | 8     |
| 12    | 70 a 74 | 12    |
| 12    | 65 a 69 | 16    |
| 8     | 60 a 64 | 12    |
| 12    | 55 a 59 | 12    |
| 20    | 50 a 54 | 16    |
| 16    | 45 a 49 | 16    |
| 24    | 40 a 44 | 12    |
| 24    | 35 a 39 | 8     |
| 12    | 30 a 34 | 16    |
| 20    | 25 a 29 | 16    |
| 12    | 20 a 24 | 12    |
| 8     | 15 a 19 | 16    |
| 12    | 10 a 14 | 12    |
| 20    | 5 a 9   | 12    |
| 20    | 0 a 4   | 8     |

## Economia
El 2007 la població en edat de treballar era de 309 persones, 233 eren actives i 76 eren inactives. De les 233 persones actives 218 estaven ocupades (119 homes i 99 dones) i 14 estaven aturades (6 homes i 8 dones). De les 76 persones inactives 28 estaven jubilades, 19 estaven estudiant i 29 estaven classificades com a «altres inactius».

### Ingressos
El 2009 a Beuxes hi havia 184 unitats fiscals que integraven 476 persones, la mediana anual d'ingressos fiscals per persona era de 14.931 €.

### Activitats econòmiques
Dels 19 establiments que hi havia el 2007, 1 era d'una empresa alimentària, 1 d'una empresa de fabricació d'altres productes industrials, 7 d'empreses de construcció, 3 d'empreses de comerç i reparació d'automòbils, 3 d'empreses de transport, 2 d'empreses d'hostatgeria i restauració, 1 d'una empresa de serveis i 1 d'una empresa classificada com a «altres activitats de serveis».
Dels 9 establiments de servei als particulars que hi havia el 2009, 1 era una oficina de correu, 2 paletes, 1 guixaire pintor, 1 fusteria, 2 lampisteries, 1 perruqueria i 1 restaurant.
Dels 2 establiments comercials que hi havia el 2009, 1 era una fleca i 1 una botiga de roba.
L'any 2000 a Beuxes hi havia 11 explotacions agrícoles.

## Equipaments sanitaris i escolars
El 2009 hi havia una escola elemental integrada dins d'un grup escolar amb les comunes properes formant una escola dispersa.

## Poblacions més properes
El següent diagrama mostra les poblacions més properes.